# Carex bulbostylis
Carex bulbostylis är en halvgräsart som beskrevs av Kenneth Kent Mackenzie. Carex bulbostylis ingår i släktet starrar, och familjen halvgräs. Inga underarter finns listade i Catalogue of Life.